# Villanova
Villanova é um município da Espanha na província de Huesca, comunidade autónoma de Aragão, de área 7,18 km² com população de 133 habitantes (2004) e densidade populacional de 18,52 hab/km².

## Demografia
| Variação demográfica do município entre 1991 e 2004 | Variação demográfica do município entre 1991 e 2004 | Variação demográfica do município entre 1991 e 2004 | Variação demográfica do município entre 1991 e 2004 |
| --------------------------------------------------- | --------------------------------------------------- | --------------------------------------------------- | --------------------------------------------------- |
| 1991                                                | 1996                                                | 2001                                                | 2004                                                |
| 94                                                  | 113                                                 | 132                                                 | 133                                                 |